# Wspólnota administracyjna Ohlstadt
Wspólnota administracyjna Ohlstadt – wspólnota administracyjna (niem. Verwaltungsgemeinschaft) w Niemczech, w kraju związkowym Bawaria, w rejencji Górna Bawaria, w regionie Oberland, w powiecie Garmisch-Partenkirchen. Siedziba wspólnoty znajduje się w miejscowości Ohlstadt. Powstała 1 stycznia 1978 w wyniku reformy administracyjnej a jej przewodniczącą jest Ingrid Bässler.
Wspólnota administracyjna zrzesza cztery gminy wiejskie (Gemeinde):
- Eschenlohe, 1 591 mieszkańców, 55,05 km²
- Großweil, 1 463 mieszkańców, 22,04 km²
- Ohlstadt, 3 188 mieszkańców, 41,17 km²
- Schwaigen, 603 mieszkańców, 23,58 km²